# BWI Betriebswissenschaftliches Zentrum
Das BWI Betriebswissenschaftliche Zentrum an der ETH Zürich (ehemals Betriebswissenschaftliches Institut der ETH) betreibt Unternehmensforschung sowie Lehr- und Dienstleistungen für die ETH und Wirtschaftsunternehmen.

## Geschichte
Die privatwirtschaftliche Gesellschaft zur Förderung des Betriebswissenschaftlichen Instituts (BWI) wurde am 26. Juni 1929 gegründet, das BWI selbst wurde am 1. Oktober 1929 eröffnet, zusammen mit einer Bibliothek. Heute ist das BWI Teil des Departements D-MTEC Management, Technologie und Ökonomie. 2014 wurde das BWI ausgegliedert. Aktuell beziehen 650 Firmen und individuelle Kunden pro Jahr Leistungen vom BWI. Hierin sind die Abonnenten der Zeitschrift io new management nicht eingerechnet.

## Forschung
Die Forschung des BWI in den Gebieten Logistik, Operations- und Supply-Chain-Management, globales Servicemanagement und Service Innovation richtet sich an technologieintensive Unternehmen und behandelt Fragestellungen und Herausforderungen entlang ihrer Wertschöpfung. Ziel der angewandten Forschung am BWI ist die Gewinnung von generalisierbaren Handlungsempfehlungen für die unternehmerische Entscheidungsfindung auf Basis von praxisrelevanten Problemstellungen.

## Management-Weiterbildung
Die „BWI Management Weiterbildung“ veranstaltet seit 1931 Seminare und Workshops. Pro Jahr werden etwa 150 Seminare mit 400 Seminartagen durchgeführt. Die öffentlich ausgeschriebenen Seminare umfassen 45 Titel und entstammen den vier Themenbereichen Projektmanagement, Führung, Supply-Chain-Management sowie Management-Techniken. Die firmeninternen Seminare sind „in-house“ durchgeführte Standardseminare für Unternehmen aus den Branchen Maschinenindustrie, Informations- und Kommunikationsindustrie, Medizinaltechnik, Banken und Versicherungen, Chemie/Pharmazie, öffentliche Verwaltung.
Das für die Schulung von Betriebsingieuren wichtige BWI übernahm seine in den 1930er Jahren entwickelten Konzepte zur Weiterbildung von Führungskräften einerseits aus den USA und dem Taylorismus. Andererseits spielten nach 1945 auch Konzepte aus der NS-Kriegswirtschaft eine Rolle bei der Durchsetzung von Rationalisierungsmaßnahmen. So war etwa Eberhard Schmidt, Professor für Betriebswissenschaft und Produktionstechnik und Leiter des BWI, bis 1937 Direktionsassistent bei den Deutschen Waffen und Munitionsfabriken in Berlin. Bis 1944 wirkte er als technischer Berater bei der Messerschmidt AG in Augsburg, wo auch Zwangsarbeit zum Einsatz kam. Seit 1946 arbeitete er in der Schweiz. Schmidt erklärte 1948 in einer Rede vor der Vereinigung schweizerischer Betriebsingenieure: "Was ich während des Kriegs in der Leitung hochrationalisierter Grossunternehmen sah und lernte, kann nicht mit dem Hinweis abgetan werden, dass die hemmungslose, ohne Rükicht auf Kosten vorwärtsstürmende Industrietätigkeit kriegführender Staaten nicht geeignet erscheint zum Vergleich mit der nach gesunden wirtschaftspolitischen Prinzipien arbeitenden Industrie dieses Landes. In sachlicher produktionstechnischer Beziehung wurde dort Großes geleistet [...]"

## Zeitschrift io new management
Das BWI ist Herausgeberin der Management Zeitschrift „io new management“. Die Zeitschrift wurde 1932 gegründet als „Industrielle Organisation“ (io). Sie erscheint 10-mal jährlich, heute verlegt durch die Axel Springer Schweiz. Die Auflage im Jahr 2008 betrug gemäss WEMF (AG für Werbemedienforschung Schweiz) 4428 Exemplare.

## Erfa-Gruppe
Die Erfahrungsgruppe Produktions- und Informationsmanagement (ERFA-Gruppe PIM) ist ein Arbeitskreis der Industrie und der Hochschule und befasst sich mit den Themen Produktions-, Logistik- und Informationsmanagement. Ziel der Erfa-Gruppe PIM ist es, ihre Mitglieder über Trends zu informieren und den Erfahrungsaustausch zu fördern.